# Le lagrime di San Pietro
Le lagrime di San Pietro (Żale św. Piotra) – religijny poemat epicki włoskiego poety Luigiego Tansilla, opublikowany w 1585. Utwór składa się z piętnastu ksiąg. Autor napisał go w czasach wzmożonej kontrreformacji, gdy jego nazwisko znalazło się na Indeksie ksiąg zakazanych. W zamian za stworzenie wielkiego dzieła religijnego papież usunął utwory poety ze spisu. Poemat nawiązuje do sceny z ewangelii, gdy św. Piotr zapłakał po tym, jak trzykrotnie zaparł się Jezusa.
Maurycy Mann stwierdził, że Ten popularny w swoim czasie utwór treści religijnej nuży brakiem akcji oraz jednostajnym tonem żalu i skruchy.
François de Malherbe przełożył poemat na język francuski.